# JOE Top 2000
De JOE Top 2000, vroeger de Hitarchief Top 2000, is een jaarlijks terugkerende muzieklijst in Vlaanderen met daarin de beste 2000 hits aller tijden, die wordt samengesteld door de luisteraars van het radiostation Joe. De lijst bestaat sinds 2009 en werd tot 2015 in het begin van september uitgezonden. Vanaf 2016 wordt de lijst begin oktober uitgezonden. Deze lijst kan gezien worden als de Belgische versie van de NPO Radio 2 Top 2000 die in Nederland in december, tussen Kerstmis en Oud en Nieuw op NPO Radio 2 wordt uitgezonden. Vanaf 2013 wordt deze lijst net als deze NPO Radio 2 Top 2000 afgesloten met een Top 2000 in Concert. Ook is er net als in Nederland een stemweek waarin gestemd kan worden op de lijst. Deze stemweek vindt eind september plaats (in Nederland vindt deze in de eerste week van december plaats).

## Editie 2009
Dit is de top 25 van eerste editie van de Top 2000 met daarin de beste 2000 hits aller tijden, gebaseerd op stemmen van luisteraars. De lijst werd uitgezonden van 31 augustus tot en met 11 september. Dit was de top 25:
| Nr. | Uitvoerder         | Titel                           | Jaar |
| --- | ------------------ | ------------------------------- | ---- |
| 1   | Queen              | Bohemian Rhapsody               | 1975 |
| 2   | Bryan Adams        | Summer of '69                   | 1985 |
| 3   | Deep Purple        | Child in Time                   | 1970 |
| 4   | U2                 | One                             | 1992 |
| 5   | Led Zeppelin       | Stairway to Heaven              | 1971 |
| 6   | Guns N' Roses      | November rain                   | 1992 |
| 7   | Metallica          | Nothing Else Matters            | 1992 |
| 8   | ABBA               | Dancing Queen                   | 1976 |
| 9   | Meat Loaf          | Paradise by the Dashboard Light | 1978 |
| 10  | Coldplay           | Viva la Vida                    | 2008 |
| 11  | Eagles             | Hotel California                | 1977 |
| 12  | Bruce Springsteen  | The River                       | 1981 |
| 13  | The Beatles        | Hey Jude                        | 1968 |
| 14  | U2                 | With or Without You             | 1987 |
| 15  | Dire Straits       | Private Investigations          | 1982 |
| 16  | Clouseau           | Afscheid van een vriend         | 1992 |
| 17  | Nirvana            | Smells Like Teen Spirit         | 1991 |
| 18  | Prince             | Purple Rain                     | 1984 |
| 19  | AC/DC              | Thunderstruck                   | 1990 |
| 20  | The Rolling Stones | Angie                           | 1973 |
| 21  | John Miles         | Music                           | 1976 |
| 22  | Gorki              | Mia                             | 1989 |
| 23  | Michael Jackson    | Billie Jean                     | 1983 |
| 24  | The Beatles        | Yesterday                       | 1965 |
| 25  | Golden Earring     | Radar Love                      | 1973 |

## Editie 2010
In 2010 was er op JOE fm de tweede editie van de Top 2000 die van 30 augustus tot en met 10 september werd uitgezonden. Dit was de top 25 en de 3 hoogste nieuwkomers:
| 2010                     | Uitvoerder          | Titel                           | Jaar |
| ------------------------ | ------------------- | ------------------------------- | ---- |
| 1 (-)                    | Queen               | Bohemian Rhapsody               | 1975 |
| 2 (-)                    | Bryan Adams         | Summer of '69                   | 1985 |
| 3 (-)                    | Deep Purple         | Child in Time                   | 1970 |
| 4 (+5)                   | Meat Loaf           | Paradise by the Dashboard Light | 1978 |
| 5 (+3)                   | ABBA                | Dancing Queen                   | 1976 |
| 6 (-2)                   | U2                  | One                             | 1992 |
| 7 (-2)                   | Led Zeppelin        | Stairway to Heaven              | 1971 |
| 8 (-2)                   | Guns N' Roses       | November Rain                   | 1992 |
| 9 (-2)                   | Metallica           | Nothing Else Matters            | 1992 |
| 10 (-3)                  | The Beatles         | Hey Jude                        | 1968 |
| 11 (-)                   | Eagles              | Hotel California                | 1977 |
| 12 (-)                   | Bruce Springsteen   | The River                       | 1981 |
| 13 (+6)                  | AC/DC               | Thunderstruck                   | 1990 |
| 14 (+6)                  | The Rolling Stones  | Angie                           | 1973 |
| 15 (+3)                  | Prince              | Purple Rain                     | 1984 |
| 16 (-6)                  | Coldplay            | Viva la Vida                    | 2008 |
| 17 (-1)                  | Clouseau            | Afscheid van een vriend         | 1992 |
| 18 (-1)                  | Nirvana             | Smells Like Teen Spirit         | 1991 |
| 19 (+3)                  | Gorki               | Mia                             | 1989 |
| 20 (-5)                  | Dire Straits        | Private Investigations          | 1982 |
| 21 (+2)                  | Michael Jackson     | Billie Jean                     | 1983 |
| 22 (+6)                  | R.E.M.              | Losing My Religion              | 1991 |
| 23 (-2)                  | John Miles          | Music                           | 1976 |
| 24 (-10)                 | U2                  | With or Without You             | 1987 |
| 25 (-1)                  | The Beatles         | Yesterday                       | 1965 |
| De 3 Hoogste Nieuwkomers |                     |                                 |      |
| 369                      | The Black Eyed Peas | I Gotta Feeling                 | 2009 |
| 496                      | Owl City            | Fireflies                       | 2009 |
| 565                      | Tom Dice            | Me and My Guitar                | 2010 |

## Editie 2011
In 2011 was er op JOE fm de derde editie van de Top 2000 die van 5 september tot en met 16 september werd uitgezonden. Dit was de top 25:
| 2011 | 2010 | 2009 | Uitvoerder            | Titel                           | Jaar |
| ---- | ---- | ---- | --------------------- | ------------------------------- | ---- |
| 1    | 1    | 1    | Queen                 | Bohemian Rhapsody               | 1976 |
| 2    | 2    | 2    | Bryan Adams           | Summer of '69                   | 1985 |
| 3    | 4    | 9    | Meat Loaf             | Paradise by the Dashboard Light | 1978 |
| 4    | 3    | 3    | Deep Purple           | Child in Time                   | 1972 |
| 5    | 5    | 8    | ABBA                  | Dancing Queen                   | 1976 |
| 6    | 6    | 4    | U2                    | One                             | 1992 |
| 7    | 7    | 5    | Led Zeppelin          | Stairway to Heaven              | 1971 |
| 8    | 8    | 6    | Guns N' Roses         | November Rain                   | 1992 |
| 9    | 14   | 20   | The Rolling Stones    | Angie                           | 1973 |
| 10   | 9    | 7    | Metallica             | Nothing Else Matters            | 1992 |
| 11   | 15   | 18   | Prince                | Purple Rain                     | 1984 |
| 12   | 10   | 13   | The Beatles           | Hey Jude                        | 1968 |
| 13   | 11   | 11   | Eagles                | Hotel California                | 1977 |
| 14   | 12   | 12   | Bruce Springsteen     | The River                       | 1981 |
| 15   | 21   | 23   | Michael Jackson       | Billie Jean                     | 1983 |
| 16   | 18   | 17   | Nirvana               | Smells Like Teen Spirit         | 1991 |
| 17   | 23   | 21   | John Miles            | Music                           | 1976 |
| 18   | 13   | 19   | AC/DC                 | Thunderstruck                   | 1990 |
| 19   | 24   | 14   | U2                    | With or Without You             | 1987 |
| 20   | 28   | 25   | Golden Earring        | Radar Love                      | 1973 |
| 21   | 20   | 15   | Dire Straits          | Private Investigations          | 1982 |
| 22   | 22   | 28   | R.E.M.                | Losing My Religion              | 1991 |
| 23   | 25   | 24   | The Beatles           | Yesterday                       | 1965 |
| 24   | 27   | 39   | Deep Purple           | Smoke on the Water              | 1973 |
| 25   | 32   | 29   | Red Hot Chili Peppers | Under the Bridge                | 1992 |

## Editie 2012
In 2012 was er op JOE fm de vierde editie van de Top 2000 die van 17 september tot en met 28 september werd uitgezonden. Dit was de top 25:
| 2012 | 2011 | 2010 | 2009 | Uitvoerder            | Titel                           | Jaar |
| ---- | ---- | ---- | ---- | --------------------- | ------------------------------- | ---- |
| 1    | 1    | 1    | 1    | Queen                 | Bohemian Rhapsody               | 1976 |
| 2    | 5    | 5    | 8    | ABBA                  | Dancing Queen                   | 1976 |
| 3    | 2    | 2    | 2    | Bryan Adams           | Summer of '69                   | 1985 |
| 4    | 4    | 3    | 3    | Deep Purple           | Child in Time                   | 1972 |
| 5    | 3    | 4    | 9    | Meat Loaf             | Paradise by the Dashboard Light | 1979 |
| 6    | 6    | 6    | 4    | U2                    | One                             | 1992 |
| 7    | 7    | 7    | 5    | Led Zeppelin          | Stairway to Heaven              | 1971 |
| 8    | 8    | 8    | 6    | Guns N' Roses         | November Rain                   | 1992 |
| 9    | 12   | 10   | 13   | The Beatles           | Hey Jude                        | 1968 |
| 10   | 9    | 14   | 20   | The Rolling Stones    | Angie                           | 1973 |
| 11   | 11   | 15   | 18   | Prince                | Purple Rain                     | 1984 |
| 12   | 26   | 33   | 35   | Dire Straits          | Sultans of Swing                | 1978 |
| 13   | 10   | 9    | 7    | Metallica             | Nothing Else Matters            | 1992 |
| 14   | 13   | 11   | 11   | Eagles                | Hotel California                | 1977 |
| 15   | 17   | 23   | 21   | John Miles            | Music                           | 1976 |
| 16   | 20   | 28   | 25   | Golden Earring        | Radar Love                      | 1973 |
| 17   | 15   | 21   | 23   | Michael Jackson       | Billie Jean                     | 1983 |
| 18   | 18   | 13   | 19   | AC/DC                 | Thunderstruck                   | 1990 |
| 19   | 16   | 18   | 17   | Nirvana               | Smells Like Teen Spirit         | 1991 |
| 20   | 19   | 24   | 14   | U2                    | With or Without You             | 1987 |
| 21   | 25   | 32   | 29   | Red Hot Chili Peppers | Under the Bridge                | 1992 |
| 22   | 21   | 20   | 15   | Dire Straits          | Private Investigations          | 1982 |
| 22   |      |      |      | Bruce Springsteen     | Dancing in the Dark             | 1985 |
| 24   | 23   | 25   | 24   | The Beatles           | Yesterday                       | 1965 |
| 25   | 22   | 22   | 28   | R.E.M.                | Losing My Religion              | 1991 |

## Editie 2013
In 2013 was er op JOE fm de vijfde editie van de Top 2000 die van 9 september tot en met 20 september werd uitgezonden. Dit was de top 50:
| 2013 | 2012 | 2011 | 2010 | 2009 | Uitvoerder            | Titel                                     | Jaar |
| ---- | ---- | ---- | ---- | ---- | --------------------- | ----------------------------------------- | ---- |
| 1    | 3    | 2    | 2    | 2    | Bryan Adams           | Summer of '69                             | 1985 |
| 2    | 1    | 1    | 1    | 1    | Queen                 | Bohemian Rhapsody                         | 1976 |
| 3    | 2    | 5    | 5    | 8    | ABBA                  | Dancing Queen                             | 1976 |
| 4    | 10   | 9    | 14   | 20   | The Rolling Stones    | Angie                                     | 1973 |
| 5    | 5    | 3    | 4    | 9    | Meat Loaf             | Paradise by the Dashboard Light           | 1979 |
| 6    | 14   | 13   | 11   | 11   | Eagles                | Hotel California                          | 1977 |
| 7    | 9    | 12   | 10   | 13   | The Beatles           | Hey Jude                                  | 1968 |
| 8    | 12   | 26   | 33   | 35   | Dire Straits          | Sultans of Swing                          | 1978 |
| 9    | 7    | 7    | 7    | 5    | Led Zeppelin          | Stairway to Heaven                        | 1971 |
| 10   | 8    | 8    | 8    | 6    | Guns N' Roses         | November Rain                             | 1992 |
| 11   | 17   | 15   | 21   | 23   | Michael Jackson       | Billie Jean                               | 1983 |
| 12   | 4    | 4    | 3    | 3    | Deep Purple           | Child in Time                             | 1972 |
| 13   | 6    | 6    | 6    | 4    | U2                    | One                                       | 1992 |
| 14   | 22   | 52   | 68   | 85   | Bruce Springsteen     | Dancing in the Dark                       | 1985 |
| 15   | 11   | 11   | 15   | 18   | Prince                | Purple Rain                               | 1984 |
| 16   | 28   | 28   | 35   | 27   | Pink Floyd            | Another Brick in the Wall                 | 1980 |
| 17   | 13   | 10   | 9    | 7    | Metallica             | Nothing Else Matters                      | 1992 |
| 18   | 15   | 17   | 23   | 21   | John Miles            | Music                                     | 1976 |
| 19   | 16   | 20   | 28   | 25   | Golden Earring        | Radar Love                                | 1973 |
| 20   | 30   | 60   | 120  | 204  | Rolling Stones        | Satisfaction                              | 1965 |
| 21   | 23   | 21   | 20   | 15   | Dire Straits          | Private Investigations                    | 1982 |
| 22   | 19   | 16   | 18   | 17   | Nirvana               | Smells Like Teen Spirit                   | 1992 |
| 23   | 24   | 23   | 25   | 24   | The Beatles           | Yesterday                                 | 1965 |
| 24   | 26   | 24   | 27   | 39   | Deep Purple           | Smoke on the Water                        | 1973 |
| 25   | 20   | 19   | 24   | 14   | U2                    | With or Without You                       | 1987 |
| 26   | 40   | 34   | 41   | 62   | Barry White           | You're the First, the Last, My Everything | 1974 |
| 27   | 18   | 18   | 13   | 19   | AC/DC                 | Thunderstruck                             | 1990 |
| 28   | 33   | 35   | 47   | 26   | John Lennon           | Imagine                                   | 1970 |
| 29   | 38   | 36   | 42   | 42   | Kiss                  | I Was Made for Lovin' You                 | 1979 |
| 30   | 21   | 25   | 32   | 29   | Red Hot Chili Peppers | Under the Bridge                          | 1992 |
| 31   | 29   | 48   | 59   | 43   | Bonnie Tyler          | Total Eclipse of the Heart                | 1982 |
| 32   | 25   | 22   | 22   | 28   | R.E.M.                | Losing My Religion                        | 1991 |
| 33   | 35   | 37   | 30   | 44   | The Police            | Roxanne                                   | 1979 |
| 34   | 34   | 27   | 19   | 22   | Gorki                 | Mia                                       | 1992 |
| 35   | 42   | 38   | 60   | 67   | Tina Turner           | The Best                                  | 1989 |
| 36   | 48   | 32   | 38   | 34   | Simple Minds          | Belfast Child                             | 1989 |
| 37   | 36   | 54   | 67   | 53   | The Cure              | A Forest                                  | 1980 |
| 38   | 32   | 50   | 31   | 37   | Bon Jovi              | Always                                    | 1994 |
| 39   | 46   | 65   | 73   | 80   | Madonna               | Like a Prayer                             | 1989 |
| 40   | 93   | 170  | 195  | 195  | Bruce Springsteen     | Born in the U.S.A.                        | 1985 |
| 41   | 54   | 49   | 57   | 71   | ABBA                  | The Winner Takes It All                   | 1980 |
| 42   | 27   | 44   | 26   |      | Aerosmith             | I Don't Want to Miss a Thing              | 1998 |
| 43   |      |      |      |      | Doors                 | Light My Fire                             | 1967 |
| 44   | 37   | 29   | 53   | 52   | Bryan Adams           | (Everything I Do) I Do It for You         | 1991 |
| 45   | 53   | 45   | 64   | 70   | Golden Earring        | When the Lady Smiles                      | 1984 |
| 46   | 31   | 57   | 142  | 226  | Clouseau              | Daar gaat ze                              | 1990 |
| 47   | 74   | 125  | 178  | 228  | U2                    | Pride (In the Name of Love)               | 1984 |
| 48   | 41   | 14   | 12   | 12   | Bruce Springsteen     | The River                                 | 1981 |
| 49   | 49   | 81   | 104  | 90   | Michael Jackson       | Beat It                                   | 1983 |
| 50   | 70   | 59   | 29   | 31   | Bryan Adams           | Heaven                                    | 1985 |

## Editie 2014
In 2014 was er op JOE fm de zesde editie van de Top 2000 die van 8 september tot en met 19 september werd uitgezonden. Dit is de top 50:
| 2014 | 2013 | 2012 | 2011 | 2010 | 2009 | Uitvoerder            | Titel                                     | Jaar |
| ---- | ---- | ---- | ---- | ---- | ---- | --------------------- | ----------------------------------------- | ---- |
| 1    | 2    | 1    | 1    | 1    | 1    | Queen                 | Bohemian Rhapsody                         | 1976 |
| 2    | 1    | 3    | 2    | 2    | 2    | Bryan Adams           | Summer of '69                             | 1985 |
| 3    | 3    | 2    | 5    | 5    | 8    | ABBA                  | Dancing Queen                             | 1976 |
| 4    | 6    | 14   | 13   | 11   | 11   | Eagles                | Hotel California                          | 1977 |
| 5    | 5    | 5    | 3    | 4    | 9    | Meat Loaf             | Paradise by the Dashboard Light           | 1979 |
| 6    | 6    | 9    | 7    | 7    | 7    | Led Zeppelin          | Stairway to Heaven                        | 1971 |
| 7    | 11   | 17   | 15   | 21   | 23   | Michael Jackson       | Billie Jean                               | 1983 |
| 8    | 4    | 10   | 9    | 14   | 20   | Rolling Stones        | Angie                                     | 1973 |
| 9    | 10   | 4    | 4    | 3    | 3    | Deep Purple           | Child in Time                             | 1971 |
| 10   | 26   | 40   | 34   | 41   | 62   | Barry White           | You're the First, the Last, My Everything | 1974 |
| 11   | 7    | 9    | 12   | 10   | 13   | The Beatles           | Hey Jude                                  | 1968 |
| 12   | 8    | 12   | 26   | 33   | 35   | Dire Straits          | Sultans of Swing                          | 1978 |
| 13   | 25   | 29   | 19   | 24   | 14   | U2                    | With or Without You                       | 1987 |
| 14   | 14   | 22   | 52   | 68   | 85   | Bruce Springsteen     | Dancing in the Dark                       | 1985 |
| 15   | 18   | 15   | 17   | 23   | 21   | John Miles            | Music                                     | 1976 |
| 16   | 10   | 8    | 8    | 8    | 6    | Guns N' Roses         | November Rain                             | 1992 |
| 17   | 19   | 16   | 20   | 28   | 25   | Golden Earring        | Radar Love                                | 1973 |
| 18   | 15   | 11   | 11   | 15   | 18   | Prince                | Purple Rain                               | 1984 |
| 19   | 22   | 19   | 16   | 18   | 17   | Nirvana               | Smells Like Teen Spirit                   | 1992 |
| 20   | 21   | 23   | 21   | 20   | 15   | Dire Straits          | Private Investigations                    | 1982 |
| 21   | 27   | 18   | 18   | 13   | 19   | AC/DC                 | Thunderstruck                             | 1990 |
| 22   | 17   | 13   | 10   | 9    | 7    | Metallica             | Nothing Else Matters                      | 1992 |
| 23   | 20   | 30   | 60   | 120  | 204  | Rolling Stones        | Satisfaction                              | 1965 |
| 24   | 23   | 24   | 23   | 25   | 24   | The Beatles           | Yesterday                                 | 1965 |
| 25   | 24   | 26   | 24   | 27   | 39   | Deep Purple           | Smoke on the Water                        | 1973 |
| 26   | 13   | 6    | 6    | 6    | 4    | U2                    | One                                       | 1992 |
| 27   | 16   | 28   | 28   | 35   | 27   | Pink Floyd            | Another Brick in the Wall                 | 1980 |
| 28   | 44   | 37   | 29   | 53   | 52   | Bryan Adams           | (Everything I Do) I Do It for You         | 1991 |
| 29   | 37   | 36   | 54   | 67   | 53   | The Cure              | A Forest                                  | 1980 |
| 30   | 35   | 42   | 38   | 60   | 67   | Tina Turner           | The Best                                  | 1989 |
| 31   | 34   | 34   | 27   | 19   | 22   | Gorki                 | Mia                                       | 1992 |
| '32  | 39   | 46   | 65   | 73   | 80   | Madonna               | Like a Prayer                             | 1989 |
| 33   | 32   | 25   | 22   | 22   | 28   | R.E.M.                | Losing My Religion                        | 1991 |
| 34   | 28   | 33   | 35   | 47   | 26   | John Lennon           | Imagine                                   | 1970 |
| 35   | 48   | 41   | 14   | 12   | 12   | Bruce Springsteen     | The River                                 | 1981 |
| 36   | 49   | 49   | 81   | 104  | 90   | Michael Jackson       | Beat It                                   | 1983 |
| 37   | 30   | 21   | 25   | 32   | 29   | Red Hot Chili Peppers | Under the Bridge                          | 1989 |
| 38   | 29   | 38   | 36   | 42   | 42   | KISS                  | I Was Made for Lovin' You                 | 1979 |
| 39   | 42   | 44   | 27   | 44   | 26   | Aerosmith             | I Don't Want to Miss a Thing              | 1998 |
| 40   | 33   | 35   | 37   | 30   | 44   | The Police            | Roxanne                                   | 1979 |
| 41   | 41   | 54   | 49   | 57   | 71   | ABBA                  | The Winner Takes It All                   | 1980 |
| 42   | 53   | 39   | 33   | 34   | 41   | Robbie Williams       | Angels                                    | 1998 |
| 43   | 43   |      |      |      |      | Doors                 | Light My Fire                             | 1967 |
| 44   | 36   | 48   | 32   | 38   | 34   | Simple Minds          | Belfast Child                             | 1989 |
| 45   | 68   | 85   | 222  | 250  | 284  | Rolling Stones        | Paint It Black                            | 1966 |
| 46   | 54   | 63   | 84   | 89   | 92   | Elton John            | Your Song                                 | 1970 |
| 47   | 31   | 29   | 48   | 59   | 43   | Bonnie Tyler          | Total Eclipse of the Heart                | 1982 |
| 48   | 38   | 32   | 50   | 31   | 37   | Bon Jovi              | Always                                    | 1994 |
| 49   | 63   | 66   | 76   | 91   | 99   | Whitney Houston       | I Will Always Love You                    | 1992 |
| 50   | 51   | 44   | 58   | 70   | 86   | Queen                 | We Will Rock You                          | 1977 |

## Editie 2015
In 2015 was er op JOE fm de zevende editie van de Top 2000 die van 7 september tot en met 18 september werd uitgezonden. Dit was de top 50:
| 2015 | Uitvoerder         | Titel                                     | Jaar |
| ---- | ------------------ | ----------------------------------------- | ---- |
| 1    | Queen              | Bohemian Rhapsody                         | 1976 |
| 2    | Bryan Adams        | Summer of '69                             | 1985 |
| 3    | ABBA               | Dancing Queen                             | 1976 |
| 4    | Eagles             | Hotel California                          | 1977 |
| 5    | Michael Jackson    | Billie Jean                               | 1983 |
| 6    | U2                 | With or Without You                       | 1987 |
| 7    | Meat Loaf          | Paradise by the Dashboardlight            | 1978 |
| 8    | Gorki              | Mia                                       | 1992 |
| 9    | Led Zeppelin       | Stairway to Heaven                        | 1971 |
| 10   | Bruce Springsteen  | Dancing in the Dark                       | 1985 |
| 11   | Prince             | Purple Rain                               | 1984 |
| 12   | Deep Purple        | Child in Time                             | 1971 |
| 13   | Dire Straits       | Sultans of Swing                          | 1978 |
| 14   | Guns 'N Roses      | November Rain                             | 1992 |
| 15   | Barry White        | You're the First, the Last, My Everything | 1974 |
| 16   | The Rolling Stones | Angie                                     | 1973 |
| 17   | Golden Earring     | Radar Love                                | 1973 |
| 18   | The Beatles        | Hey Jude                                  | 1968 |
| 19   | AC/DC              | Thunderstruck                             | 1990 |
| 20   | U2                 | One                                       | 1992 |
| 21   | Deep Purple        | Smoke on the Water                        | 1973 |
| 22   | Dire Straits       | Private Investigations                    | 1982 |
| 23   | Nirvana            | Smells Like Teen Spirit                   | 1991 |
| 24   | John Miles         | Music                                     | 1976 |
| 25   | The Rolling Stones | Satisfaction                              | 1968 |
| 26   | Madonna            | Like a Prayer                             | 1989 |
| 27   | Bruce Springsteen  | The River                                 | 1981 |
| 28   | Pink Floyd         | Another Brick in the Wall                 | 1980 |
| 29   | Michael Jackson    | Beat It                                   | 1983 |
| 30   | Metallica          | Nothing Else Matters                      | 1992 |
| 31   | Tina Turner        | The Best                                  | 1989 |
| 32   | The Beatles        | Yesterday                                 | 1965 |
| 33   | Bon Jovi           | Always                                    | 1994 |
| 34   | The Cure           | A Forest                                  | 1980 |
| 35   | Robbie Williams    | Angels                                    | 1998 |
| 36   | Queen              | We Will Rock You                          | 1977 |
| 37   | Simple Minds       | Belfast Child                             | 1989 |
| 38   | ABBA               | The Winner Takes It All                   | 1980 |
| 39   | R.E.M.             | Losing my Religion                        | 1991 |
| 40   | Doors              | Riders on a Storm                         | 1971 |
| 41   | U2                 | Sunday Bloody Sunday                      | 1983 |
| 42   | Coldplay           | Viva la Vida                              | 2008 |
| 43   | Bonnie Tyler       | Total Eclipse of the Heart                | 1983 |
| 44   | The Police         | Roxanne                                   | 1979 |
| 45   | Phil Collins       | In the Air Tonight                        | 1981 |
| 46   | The Rolling Stones | Paint It Black                            | 1966 |
| 47   | Bryan Adams        | (Everything I Do) I Do It for You         | 1991 |
| 48   | Bruce Springsteen  | Born in the USA                           | 1985 |
| 49   | Whitney Houston    | I Will Always Love You                    | 1992 |
| 50   | Golden Earring     | When the Lady Smiles                      | 1984 |

## Editie 2016
In 2016 was er op JOE de achtste editie van de Top 2000 die van 10 oktober tot en met 21 oktober werd uitgezonden. Dit was de top 50:
| 2016 | Uitvoerder         | Titel                                     | Jaar |
| ---- | ------------------ | ----------------------------------------- | ---- |
| 1    | ABBA               | Dancing Queen                             | 1976 |
| 2    | Bryan Adams        | Summer of '69                             | 1985 |
| 3    | Queen              | Bohemian Rhapsody                         | 1975 |
| 4    | Prince             | Purple Rain                               | 1984 |
| 5    | Michael Jackson    | Billie Jean                               | 1983 |
| 6    | Eagles             | Hotel California                          | 1977 |
| 7    | Gorki              | Mia                                       | 1992 |
| 8    | Bruce Springsteen  | Dancing in the Dark                       | 1984 |
| 9    | The Rolling Stones | Angie                                     | 1973 |
| 10   | U2                 | One                                       | 1992 |
| 11   | Led Zeppelin       | Stairway to Heaven                        | 1971 |
| 12   | Meat Loaf          | Paradise by the Dashboard Light           | 1978 |
| 13   | Madonna            | Like a Prayer                             | 1989 |
| 14   | Dire Straits       | Sultans of Swing                          | 1978 |
| 15   | Barry White        | You're the First, the Last, My Everything | 1974 |
| 16   | David Bowie        | Heroes                                    | 1977 |
| 17   | Deep Purple        | Child in Time                             | 1970 |
| 18   | Golden Earring     | Radar Love                                | 1973 |
| 19   | The Cure           | A Forest                                  | 1980 |
| 20   | The Beatles        | Hey Jude                                  | 1968 |
| 21   | U2                 | With or Without You                       | 1987 |
| 22   | Nirvana            | Smells Like Teen Spirit                   | 1991 |
| 23   | Tina Turner        | The Best                                  | 1989 |
| 24   | AC/DC              | Thunderstruck                             | 1990 |
| 25   | Robbie Williams    | Angels                                    | 1998 |
| 26   | Michael Jackson    | Beat It                                   | 1983 |
| 27   | Bruce Springsteen  | The River                                 | 1981 |
| 28   | Deep Purple        | Smoke on the Water                        | 1973 |
| 29   | Coldplay           | Viva la Vida                              | 2008 |
| 30   | Dire Straits       | Private Investigations                    | 1982 |
| 31   | The Rolling Stones | (I Can't Get No) Satisfaction             | 1965 |
| 32   | ABBA               | The Winner Takes It All                   | 1980 |
| 33   | U2                 | Sunday Bloody Sunday                      | 1983 |
| 34   | Pharrell Williams  | Happy                                     | 2013 |
| 35   | Simple Minds       | Don't You (Forget About Me)               | 1985 |
| 36   | Stromae            | Formidable                                | 2013 |
| 37   | R.E.M.             | Losing My Religion                        | 1991 |
| 38   | Guns N' Roses      | November Rain                             | 1992 |
| 39   | Pink Floyd         | Another Brick in the Wall                 | 1980 |
| 40   | Metallica          | Nothing Else Matters                      | 1992 |
| 41   | The Beatles        | Yesterday                                 | 1965 |
| 42   | The Police         | Roxanne                                   | 1978 |
| 43   | Bryan Adams        | (Everything I Do) I Do It for You         | 1991 |
| 44   | Queen              | We Will Rock You                          | 1977 |
| 45   | Simple Minds       | Belfast Child                             | 1989 |
| 46   | The Rolling Stones | Paint It Black                            | 1966 |
| 47   | John Lennon        | Imagine                                   | 1971 |
| 48   | Gerry Rafferty     | Baker Street                              | 1978 |
| 49   | Phil Collins       | In the Air Tonight                        | 1981 |
| 50   | Bruce Springsteen  | Born in the USA                           | 1985 |

## Editie 2017
In 2017 was er op JOE de negende editie van de Top 2000 die van maandag 2 oktober tot en met vrijdag 13 oktober werd uitgezonden. Dit was de top 50:
| 2017 | Uitvoerder         | Titel                                     | Jaar |
| ---- | ------------------ | ----------------------------------------- | ---- |
| 1    | Queen              | Bohemian Rhapsody                         | 1975 |
| 2    | ABBA               | Dancing Queen                             | 1976 |
| 3    | Michael Jackson    | Billie Jean                               | 1983 |
| 4    | Bryan Adams        | Summer of '69                             | 1985 |
| 5    | Prince             | Purple Rain                               | 1984 |
| 6    | Eagles             | Hotel California                          | 1977 |
| 7    | The Rolling Stones | Angie                                     | 1973 |
| 8    | Bruce Springsteen  | Dancing in the Dark                       | 1984 |
| 9    | Gorki              | Mia                                       | 1992 |
| 10   | Meat Loaf          | Paradise by the Dashboard Light           | 1978 |
| 11   | U2                 | One                                       | 1992 |
| 12   | Dire Straits       | Sultans of Swing                          | 1978 |
| 13   | Deep Purple        | Child in Time                             | 1970 |
| 14   | Madonna            | Like a Prayer                             | 1989 |
| 15   | David Bowie        | Heroes                                    | 1977 |
| 16   | Led Zeppelin       | Stairway to Heaven                        | 1971 |
| 17   | Barry White        | You're the First, the Last, My Everything | 1974 |
| 18   | Nirvana            | Smells Like Teen Spirit                   | 1991 |
| 19   | The Cure           | A Forest                                  | 1980 |
| 20   | U2                 | With or Without You                       | 1987 |
| 21   | AC/DC              | Thunderstruck                             | 1990 |
| 22   | Robbie Williams    | Angels                                    | 1998 |
| 23   | Tina Turner        | The Best                                  | 1989 |
| 24   | Bruce Springsteen  | The River                                 | 1981 |
| 25   | Michael Jackson    | Beat It                                   | 1983 |
| 26   | The Beatles        | Hey Jude                                  | 1968 |
| 27   | Golden Earring     | Radar Love                                | 1973 |
| 28   | Coldplay           | Viva la Vida                              | 2008 |
| 29   | Deep Purple        | Smoke on the Water                        | 1973 |
| 30   | Stromae            | Formidable                                | 2013 |
| 31   | U2                 | Sunday Bloody Sunday                      | 1983 |
| 32   | ABBA               | The Winner Takes It All                   | 1980 |
| 33   | Metallica          | Nothing Else Matters                      | 1992 |
| 34   | The Rolling Stones | (I Can't Get No) Satisfaction             | 1965 |
| 35   | R.E.M.             | Losing My Religion                        | 1991 |
| 36   | Simple Minds       | Don't You (Forget About Me)               | 1985 |
| 37   | Guns N' Roses      | November Rain                             | 1992 |
| 38   | Pharrell Williams  | Happy                                     | 2013 |
| 39   | Pink Floyd         | Another Brick in the Wall                 | 1980 |
| 40   | John Lennon        | Imagine                                   | 1971 |
| 41   | Dire Straits       | Private Investigations                    | 1982 |
| 42   | Bryan Adams        | (Everything I Do) I Do It for You         | 1991 |
| 43   | The Police         | Roxanne                                   | 1978 |
| 44   | Clouseau           | Daar gaat ze                              | 1990 |
| 45   | Queen              | We Will Rock You                          | 1977 |
| 46   | Phil Collins       | In the Air Tonight                        | 1981 |
| 47   | The Rolling Stones | Paint It Black                            | 1966 |
| 48   | The Beatles        | Yesterday                                 | 1965 |
| 49   | U2                 | Pride (In the Name of Love)               | 1984 |
| 50   | Michael Jackson    | Thriller                                  | 1984 |

## Editie 2018
In 2018 was er op JOE de tiende editie van de Top 2000. Dit was de top 50:
| 2018 | Uitvoerder         | Titel                                     | Jaar |
| ---- | ------------------ | ----------------------------------------- | ---- |
| 1    | Queen              | Bohemian Rhapsody                         | 1975 |
| 2    | Eagles             | Hotel California                          | 1977 |
| 3    | ABBA               | Dancing Queen                             | 1976 |
| 4    | Bryan Adams        | Summer of '69                             | 1985 |
| 5    | Michael Jackson    | Billie Jean                               | 1983 |
| 6    | Prince             | Purple Rain                               | 1984 |
| 7    | Deep Purple        | Child in Time                             | 1970 |
| 8    | Gorki              | Mia                                       | 1992 |
| 9    | Meat Loaf          | Paradise by the Dashboard Light           | 1978 |
| 10   | The Rolling Stones | Angie                                     | 1973 |
| 11   | Led Zeppelin       | Stairway to Heaven                        | 1971 |
| 12   | Bruce Springsteen  | Dancing in the Dark                       | 1984 |
| 13   | U2                 | One                                       | 1992 |
| 14   | Barry White        | You're the First, the Last, My Everything | 1974 |
| 15   | Dire Straits       | Sultans of Swing                          | 1978 |
| 16   | Robbie Williams    | Angels                                    | 1998 |
| 17   | Madonna            | Like a Prayer                             | 1989 |
| 18   | AC/DC              | Thunderstruck                             | 1990 |
| 19   | David Bowie        | Heroes                                    | 1977 |
| 20   | Nirvana            | Smells Like Teen Spirit                   | 1991 |
| 21   | Tina Turner        | The Best                                  | 1989 |
| 22   | The Cure           | A Forest                                  | 1980 |
| 23   | ABBA               | The Winner Takes It All                   | 1980 |
| 24   | Metallica          | Nothing Else Matters                      | 1992 |
| 25   | Michael Jackson    | Beat It                                   | 1983 |
| 26   | U2                 | With or Without You                       | 1987 |
| 27   | Coldplay           | Viva la Vida                              | 2008 |
| 28   | Bruce Springsteen  | The River                                 | 1981 |
| 29   | Golden Earring     | Radar Love                                | 1973 |
| 30   | Guns N' Roses      | November Rain                             | 1992 |
| 31   | Deep Purple        | Smoke on the Water                        | 1973 |
| 32   | John Lennon        | Imagine                                   | 1971 |
| 33   | U2                 | Sunday Bloody Sunday                      | 1983 |
| 34   | Clouseau           | Daar gaat ze                              | 1990 |
| 35   | The Rolling Stones | (I Can't Get No) Satisfaction             | 1965 |
| 36   | Bryan Adams        | (Everything I Do) I Do It for You         | 1991 |
| 37   | Simple Minds       | Don't You (Forget About Me)               | 1985 |
| 38   | The Beatles        | Hey Jude                                  | 1968 |
| 39   | Pink Floyd         | Another Brick in the Wall                 | 1980 |
| 40   | Adele              | Someone Like You                          | 2011 |
| 41   | Michael Jackson    | Thriller                                  | 1984 |
| 42   | Dire Straits       | Private Investigations                    | 1982 |
| 43   | The Police         | Roxanne                                   | 1978 |
| 44   | R.E.M.             | Losing My Religion                        | 1991 |
| 45   | Fleetwood Mac      | Go Your Own Way                           | 1976 |
| 46   | Phil Collins       | In the Air Tonight                        | 1981 |
| 47   | Bruce Springsteen  | Born in the U.S.A.                        | 1984 |
| 48   | Stromae            | Formidable                                | 2012 |
| 49   | The Rolling Stones | Paint It Black                            | 1966 |
| 50   | Bryan Adams        | Heaven                                    | 1985 |

## Editie 2019
In 2019 was er op JOE de elfde editie van de Top 2000. Dit was de top 50:
| 2019 | Uitvoerder                                        | Titel                                     | Jaar |
| ---- | ------------------------------------------------- | ----------------------------------------- | ---- |
| 1    | Queen                                             | Bohemian Rhapsody                         | 1975 |
| 2    | ABBA                                              | Dancing Queen                             | 1976 |
| 3    | Deep Purple                                       | Child in Time                             | 1970 |
| 4    | Eagles                                            | Hotel California                          | 1977 |
| 5    | Bryan Adams                                       | Summer of '69                             | 1985 |
| 6    | Marco Borsato, Armin van Buuren & Davina Michelle | Hoe het danst                             | 2019 |
| 7    | Toto                                              | Africa                                    | 1982 |
| 8    | Metallica                                         | Nothing Else Matters                      | 1992 |
| 9    | Led Zeppelin                                      | Stairway to Heaven                        | 1971 |
| 10   | Gorki                                             | Mia                                       | 1992 |
| 11   | Barry White                                       | You're the First, the Last, My Everything | 1974 |
| 12   | Meat Loaf                                         | Paradise by the Dashboard Light           | 1978 |
| 13   | AC/DC                                             | Thunderstruck                             | 1990 |
| 14   | Guns N' Roses                                     | November Rain                             | 1992 |
| 15   | Prince                                            | Purple Rain                               | 1984 |
| 16   | Dire Straits                                      | Sultans of Swing                          | 1978 |
| 17   | U2                                                | With or Without You                       | 1987 |
| 18   | The Cure                                          | A Forest                                  | 1980 |
| 19   | ABBA                                              | The Winner Takes It All                   | 1980 |
| 20   | George Michael                                    | Careless Whisper                          | 1984 |
| 21   | Robbie Williams                                   | Angels                                    | 1998 |
| 22   | Billy Joel                                        | Piano Man                                 | 1973 |
| 23   | Pink Floyd                                        | Wish You Were Here                        | 1975 |
| 24   | Highway to Hell                                   | AC/DC                                     | 1979 |
| 25   | Falco                                             | Jeanny                                    | 1986 |
| 26   | Metallica                                         | One                                       | 1992 |
| 27   | Bruce Springsteen                                 | The River                                 | 1981 |
| 28   | Alice Cooper                                      | Poison                                    | 1989 |
| 29   | Elvis Presley                                     | Suspicious Minds                          | 1969 |
| 30   | Ann Christy                                       | De Roos                                   | 1980 |
| 31   | Fleetwood Mac                                     | Go Your Own Way                           | 1976 |
| 32   | Queen                                             | Don't Stop Me Now                         | 1978 |
| 33   | Nirvana                                           | Smells Like Teen Spirit                   | 1991 |
| 34   | Phil Collins                                      | In the Air Tonight                        | 1981 |
| 35   | Bon Jovi                                          | Bed of Roses                              | 1993 |
| 36   | Simple Minds                                      | Don't You (Forget About Me)               | 1985 |
| 37   | Black Sabbath                                     | Paranoid                                  | 1970 |
| 38   | U2                                                | One                                       | 1992 |
| 39   | Dire Straits                                      | Private Investigations                    | 1982 |
| 40   | Pink Floyd                                        | Shine On You Crazy Diamond                | 1975 |
| 41   | Stan Van Samang                                   | Een ster                                  | 2015 |
| 42   | Simple Minds                                      | Belfast Child                             | 1989 |
| 43   | Tina Turner                                       | The Best                                  | 1989 |
| 44   | AC/DC                                             | Whole Lotta Rosie                         | 1978 |
| 45   | Michael Jackson                                   | Billie Jean                               | 1983 |
| 46   | Niels Destadsbader                                | Verover mij                               | 2018 |
| 47   | Ed Sheeran                                        | Perfect                                   | 1984 |
| 48   | John Miles                                        | Music                                     | 1976 |
| 49   | U2                                                | Sunday Bloody Sunday                      | 1983 |
| 50   | Dire Straits                                      | Brothers in Arms                          | 1985 |

## Editie 2020
In 2020 was er op JOE de twaalfde editie van de Top 2000. Dit was de top 50:
| 2020 | Uitvoerder                    | Titel                                     | Jaar |
| ---- | ----------------------------- | ----------------------------------------- | ---- |
| 1    | Eagles                        | Hotel California                          | 1977 |
| 2    | Queen                         | Bohemian Rhapsody                         | 1975 |
| 3    | ABBA                          | Dancing Queen                             | 1976 |
| 4    | Bryan Adams                   | Summer of '69                             | 1985 |
| 5    | Deep Purple                   | Child In Time                             | 1970 |
| 6    | Barry White                   | You're the First, the Last, My Everything | 1974 |
| 7    | Gorki                         | Mia                                       | 1992 |
| 8    | Prince                        | Purple Rain                               | 1984 |
| 9    | Metallica                     | Nothing Else Matters                      | 1992 |
| 10   | AC/DC                         | Thunderstruck                             | 1990 |
| 11   | Meat Loaf                     | Paradise by the Dashboard Light           | 1978 |
| 12   | Led Zeppelin                  | Stairway To Heaven                        | 1971 |
| 13   | Dire Straits                  | Sultans of Swing                          | 1978 |
| 14   | U2                            | With or Without You                       | 1987 |
| 15   | Fleetwood Mac                 | Go Your Own Way                           | 1976 |
| 16   | Toto                          | Africa                                    | 1982 |
| 17   | Guns 'N Roses                 | November Rain                             | 1992 |
| 18   | AC/DC                         | Highway to Hell                           | 1979 |
| 19   | George Michael                | Careless Whisper                          | 1984 |
| 20   | Billy Joel                    | Piano Man                                 | 1973 |
| 21   | Nirvana                       | Smells Like Teen Spirit                   | 1991 |
| 22   | Bruce Springsteen             | The River                                 | 1981 |
| 23   | Queen                         | Don't Stop Me Now                         | 1978 |
| 24   | Robbie Williams               | Angels                                    | 1997 |
| 25   | ABBA                          | The Winner Takes It All                   | 1980 |
| 26   | Metallica                     | One                                       | 1992 |
| 27   | Michael Jackson               | Thriller                                  | 1984 |
| 28   | Bryan Adams                   | (Everything I Do) I Do It for You         | 1991 |
| 29   | The Cure                      | A Forest                                  | 1980 |
| 30   | Tina Turner                   | The Best                                  | 1989 |
| 31   | Bon Jovi                      | Bed of Roses                              | 1993 |
| 32   | Alice Cooper                  | Poison                                    | 1989 |
| 33   | Phil Collins                  | In the Air Tonight                        | 1981 |
| 34   | Queen                         | Somebody To Love                          | 1976 |
| 35   | Bill Medley - Jennifer Warnes | (I've Had) The Time Of My Life            | 1987 |
| 36   | Pink Floyd                    | Shine On You Crazy Diamond                | 1975 |
| 37   | U2                            | Sunday Bloody Sunday                      | 1983 |
| 38   | Regi ft. Jake Reese & OT      | Kom Wat Dichterbij                        | 2020 |
| 39   | Falco                         | Jeanny                                    | 1986 |
| 40   | Elvis Presley                 | Suspicious Minds                          | 1969 |
| 41   | Deep Purple                   | Smoke On The Water                        | 1973 |
| 42   | Niels Destadsbader            | Verover mij                               | 2018 |
| 43   | Simple Minds                  | Don't You (Forget About Me)               | 1985 |
| 44   | Queen                         | I Want To Break Free                      | 1984 |
| 45   | Golden Earring                | Radar Love                                | 1973 |
| 46   | Dire Straits                  | Private Investigations                    | 1982 |
| 47   | Pink Floyd                    | Wish You Were Here                        | 1975 |
| 48   | Michael Jackson               | Billie Jean                               | 1983 |
| 49   | John Miles                    | Music                                     | 1976 |
| 50   | Bon Jovi                      | Livin' On A Prayer                        | 1986 |